# Het mes van de macht
Het mes van de macht (Engelse titel: A Woman a Day) is een sciencefiction- annex spionageroman uit 1972 van de Amerikaanse schrijver Philip José Farmer.

## Synopsis
Het verhaal speelt zich af aan het eind van de 28e eeuw. De menselijke bevolking heeft het eeuwen eerder af moeten leggen tegen de bewoners van Mars. De daarbij gespaarde gebieden proberen weer op te krabbelen, maar worden daarin tegengehouden door achterdocht. Het "Cold War Corps" strijd tegen de tirannie van de "Haijic Union" om de aarde te bevrijden. Het corps was een idee van doctor Leif Barker, maar zijn bazen van de "March Republic" lieten hem in het ongewisse over hun handelingen. Een netwerk van spionnen over de gehele wereld werken aan de ultieme oplossing om te komen tot een staat van Echte Religie. Barker heeft zijn twijfels, is dit vrijheid of gewoon een andere tirannie en wie van de twee supermachten is de echte schurk? In deze wereld waar liefde een zonde is en seks een misdaad tegen de mensheid moet hij dit snel ontdekken, vooraleer de dag van "Timestop" aanbreekt.

## Achtergrond
De roman is een uitbreiding en bewerking van Farmers novelle Moth and Rust, gepubliceerd in juni 1953. De roman werd eerst gepubliceerd als A Woman a Day (1960), daarna als The Day of Timestop (1968) en als Timestop! (1970). De vertaalde versie bevat een aantal spelfouten, maar ook een daadwerkelijke vertaalfout. Austria (Oostenrijk) is vertaald als Australië. Het boek refereert aan religie, een aantal schijnbare verlossers heeft de initialen J.C. "Timestop" breekt aan als de Messias terugkeert.